# Terrence Jones (trener)
Terrence Jones (ur. 13 kwietnia 1968 w Christiansted) – piłkarz z Wysp Dziewiczych Stanów Zjednoczonych, grający na pozycji bramkarza, trener piłkarski.

## Kariera piłkarska

### Kariera klubowa
Do 2007 występował w klubie Rovers FC, a w 2007 przeszedł do Positive Vibes.

### Kariera reprezentacyjna
Do 2011 bronił barw narodowej reprezentacji Wysp Dziewiczych Stanów Zjednoczonych.

## Kariera trenerska
W 2010 stał na czele klubu New Vibes. Od 2011 do 2014 prowadził narodową reprezentację Wysp Dziewiczych Stanów Zjednoczonych.